# Sérignac, Tarn-et-Garonne
Sérignac är en kommun i departementet Tarn-et-Garonne i regionen Occitanien i södra Frankrike. Kommunen ligger i kantonen Beaumont-de-Lomagne som tillhör arrondissementet Castelsarrasin. År 2022 hade Sérignac 521 invånare.

## Befolkningsutveckling
Antalet invånare i kommunen Sérignac
| Referens: INSEE |